# Madeleine Renaud (athlétisme)
Pour les articles homonymes, voir Renaud (homonymie).
Cet article concerne une athlète française. Pour l'actrice française, voir Madeleine Renaud.
Madeleine Renaud (née le 11 octobre 1913 et morte en 1972) est une sauteuse en longueur française.

## Carrière sportive
Madeleine Renaud remporte le titre de championne de France de saut en longueur en 1936 et 1937,. Sa performance de 1936 lui vaut une médaille du magazine sportif L'Auto-vélo.
En juillet 1936, elle établit le record de France avec un saut à 5,51 mètres. Le record est égalé dix ans plus tard par Eliane Loneux, et ne sera dépassé qu'en 1948 par Paulette Dussarat (saut à 5,53 mètres).
En mai 1937, elle fait partie des 32 sportives admises à la première session du brevet sportif populaire.
Elle est licenciée au club des Linnets jusqu'en décembre 1937, avant de rejoindre le Stade français. En 1938, elle est membre de la commission scolaire et universitaire de la fédération française d'athlétisme féminine (créée par la fédération française d'athlétisme en concurrence à la fédération des sociétés féminines sportives de France). On la retrouve entraîneuse en 1941 au Paris université club.
Madeleine Renaud meurt en 1972.